# Maerua cylindrocarpa
Maerua cylindrocarpa är en kaprisväxtart som beskrevs av Hadj-moust. Maerua cylindrocarpa ingår i släktet Maerua och familjen kaprisväxter. Inga underarter finns listade i Catalogue of Life.